# 川岸町 (伊勢崎市)
川岸町（かわぎしちょう）は、伊勢崎市の旧町名（通称町名）。おおむね現在の三光町9～11番、14番～24番にあたる。

## 地理
廃止当時は旧伊勢崎市の中央部に位置していた。北は西町、裏町、東は南町二丁目、南町三丁目、住吉町、南は上泉町、西は川久保町に接していた。

## 歴史

### 沿革
- 1889年（明治22年）4月1日 - 町村制施行に伴い、佐位郡伊勢崎町川岸町となる。
- 1896年（明治29年） - 郡制施行にともない、佐波郡伊勢崎町川岸町となる。
- 1940年（昭和15年） - 伊勢崎市成立に伴い、伊勢崎市川岸町となる。
- 1952年（昭和27年） - 全域が川岸町の一部となり消滅。